# Boogschieten op de Aziatische Spelen 1986
Boogschieten was een onderdeel van de Aziatische Spelen 1986 in Bangkok, Thailand. Mannen en vrouwen konden individueel en in teams meedoen.

## Medaillewinnaars
| Onderdeel             | Goud                                                         | Zilver                                                                   | Brons                                                    |
| Mannen (individueel)  | Takayoshi Matsushita                                         | Yang Chung Hoon                                                          | Koo Ja Chong                                             |
| Mannen (team)         | KOR Yang Chung-Hoon Koo Ja-Chong Jeon In-Soo Park Kyung-Sang | JPN Ichiro Shimamura Tokyuki Kawai Hiroshi Yamamoto Takayoshi Matsushita | CHN Liang Quizhong Ru Guang Duan Hongjun Cao Jiong       |
| Vrouwen (individueel) | Park Jung-Ah                                                 | Kim Jin-Ho                                                               | Kim Mi-Ja                                                |
| Vrouwen (team)        | KOR Park Jung-Ah Kim Jin-Ho Kim Mi-Ja Lee Sung-Hee           | CHN Ma Xiangjun Yao Yawen Ma Shaorong Li Renfeng                         | JPN Akiko Kodama Masayo Shibata Keiko Suwa Horoko Ishizu |